# 다크 섀도우
《다크 섀도우》(Dark Shadows)는 2012년 개봉한 미국의 공포 코미디 영화이다. 1966년부터 1971년 방영된 동명의 연속극을 바탕으로, 팀 버튼 감독이 연출한 작품이다. 조니 뎁, 미셸 파이퍼, 헬레나 보넘 카터, 에바 그린, 재키 얼 헤일리, 조니 리 밀러, 클로이 그레이스 머레츠, 벨라 히스코트 등이 출연한다. 리처드 D. 재넉이 제작했으며 그의 유작이 되었다.

## 줄거리
1760년, 젊은 바나바스 콜린스와 그의 부유한 가족은 영국 리버풀에서 메인으로 이주하여 콜린스포트라는 마을을 세우고 콜린우드 저택을 짓는다. 15년 후, 바나바스는 조세트와 약혼하지만, 몰래 마녀인 안젤리크와 불륜 관계를 맺고 있었다. 그러나 그는 안젤리크의 더 이상의 요구를 거부한다.
분노한 안젤리크는 마법으로 바나바스의 부모를 살해하고 그에게 저주를 내린다. 그리고 조세트에게 마법을 걸어 위도우즈 힐 절벽에서 뛰어내려 자살하게 만든다. 절망한 바나바스는 스스로 죽으려 하지만 안젤리크가 그를 흡혈귀로 만드는 저주를 걸어 실패한다. 마을 사람들은 안젤리크의 계략으로 바나바스를 생매장한다.
1972년, 매기 에반스는 빅토리아 윈터스라는 가명으로 콜린스 가문의 가정교사로 고용된다. 콜린스 가문은 엘리자베스, 그녀의 십 대 딸 캐롤린, 엘리자베스의 남동생 로저, 그의 어린 아들 데이비드(죽은 엄마의 유령을 본다고 믿는), 그리고 가정 내 알코올 중독 정신과 의사인 줄리아 호프만으로 구성되어 있었다. 한편, 공사 인부들이 무덤에서 바나바스를 실수로 깨우고, 그는 그들을 죽인다.
콜린우드 저택에서 바나바스는 관리인 윌리를 최면으로 조종하고, 엘리자베스에게 가문의 저주가 진짜임을 밝힌다. 그는 가족에 다시 합류하고 싶어 하며 저택의 비밀 통로와 숨겨진 보물을 보여준다. 한편, 안젤리크는 라이벌 수산물 통조림 공장인 엔젤 베이 시푸드를 운영하고 있었다. 바나바스가 탈출한 것을 알게 된 안젤리크는 콜린우드로 찾아가 그의 힘과 마을에서의 인기를 상기시키고 떠난다.
바나바스는 현대 생활에 적응하면서 빅토리아에게 끌리고, 자신의 능력과 가족의 보물을 이용해 콜린우드 가문의 사업을 다시 일으킨다. 줄리아 호프만은 그가 최면에 걸린 동안 그의 정체를 알게 되고, 그의 변질된 피를 제거하고 인간의 피를 수혈하여 그를 인간으로 되돌리려고 한다. 안젤리크는 다시 바나바스를 만나 사랑을 갈구하지만 거절당하자 그의 가족과 빅토리아를 파멸시키겠다고 맹세한다.
바나바스는 마을 전체를 위해 콜린우드에서 "해프닝"을 주최한다. 빅토리아와 대화하던 중, 그녀가 평생 조세트의 유령을 보아왔다는 것을 알게 된다. 그녀의 부모는 그녀를 정신병원에 보냈지만, 그녀는 탈출하여 조세트의 인도를 받아 콜린우드로 왔다. 다시 인간이 되기로 결심한 바나바스는 줄리아 호프만의 사무실에 갔다가 그녀가 노화를 피하기 위해 스스로 흡혈귀가 되려고 그를 속였다는 것을 알게 된다. 바나바스는 그녀를 죽이고 윌리와 함께 바다에 던진다.
로저가 숨겨진 보물로 이어지는 비밀 통로를 침입하려다 붙잡히자, 바나바스는 그에게 더 나은 아버지가 되거나 재산을 가지고 콜린우드를 떠나라는 선택을 제안하고, 로저는 후자를 선택한다. 마음이 상한 데이비드는 떨어지는 디스코볼에 거의 맞을 뻔하지만 바나바스가 구해준다. 햇빛에 불이 붙어 자신이 흡혈귀임을 가족과 빅토리아에게 드러낸다.
그들이 자신을 받아들이지 않을 것이라 생각한 바나바스는 안젤리크를 만나 살인을 자백하라는 협박과 함께 그녀의 연인이 될 것을 요구받는다. 거절하자 안젤리크는 그를 다시 관에 가둔다. 안젤리크는 콜린스 가문의 통조림 공장을 파괴하고 바나바스의 자백 녹음으로 마을 사람들을 선동하여 콜린우드 저택을 공격하게 만든다.
데이비드가 바나바스를 풀어주고, 그는 콜린우드에서 안젤리크와 대결한다. 마을 사람들은 그녀가 마녀임을 알게 된다. 늑대인간으로 밝혀진 캐롤린이 싸움에 합류하고, 안젤리크는 마법으로 그들을 제압하고 집을 파괴하며 불을 지른다. 안젤리크는 캐롤린이 어렸을 때 그녀를 물어 늑대인간으로 만들었고, 데이비드의 어머니를 죽인 것이 자신이라고 고백한다. 그녀의 유령이 나타나 마녀를 무력화시키고 가족들은 불타는 저택에서 탈출한다. 안젤리크는 바나바스에게 자신의 심장을 바치지만 거절당하자 먼지가 되어 사라진다.
바나바스는 위도우즈 힐로 달려가 빅토리아를 발견하고, 그녀는 함께하기 위해 흡혈귀가 되어야 한다고 말한다. 그가 거절하자 그녀는 절벽에서 떨어진다. 바나바스는 그녀를 따라 뛰어내려 목을 물어뜯는다. 이제 흡혈귀가 된 그녀는 저주가 풀린 조세트로 깨어난다. 한편, 묶인 채로 바다 밑바닥에 있던 줄리아 호프만은 바나바스의 피로 부활하여 흡혈귀가 된다.

## 출연
- 조니 뎁 - 바너버스 콜린스
- 미셸 파이퍼 - 엘리자베스 콜린스 스토더드
- 헬레나 보넘 카터 - 줄리아 호프먼
- 에바 그린 - 앙젤리크 부샤르
- 재키 얼 헤일리 - 윌리 루미스
- 조니 리 밀러 - 로저 콜린스
- 벨라 히스코트 - 빅토리아 윈터스
- 클로이 그레이스 머레츠 - 캐럴라인 스토더드
- 걸리버 맥그래스 - 데이비드 콜린스
- 레이 셜리 - 존슨 부인
- 크리스토퍼 리 - 실라스 클라니
- 이반 카예 - 조슈아 콜린스
- 수재나 카펠라로 - 나오미 콜린스
- 윌리엄 호프 - 보안관 빌
- 해나 머리 - 히피 꼬마
- 소피 캐네디 클락 - 히피 꼬마
- 가이 플래너건 - 수염난 히피
- 앨리스 쿠퍼 - 앨리스 쿠퍼 역
- 토마스 맥도넬 - 젊은 바나버스 콜린스
- 알렉시아 오스본 - 젊은 빅토리아 윈터스
- 조나단 프라이드 - 게스트
- 데이빗 셀비 - 게스트
- 캐스린 레이 스콧 - 게스트
- 라라 파커 - 게스트
- 쉐인 리머 - 보드 멤버 1
- 마이클 섀넌 - 보드 멤버 2
- 해리 테일러 - 심복
- 나이젤 휘트미 - 하드 햇 1
- 필립 벌콕 - 하드 햇 2
- 숀 마혼 - 콜린스포트 경찰
- 앤드류 크레이포드 - 마을 사람
- 리 니콜라스 해리스 - 어부
- 래피 케시디 - 어린시절 안젤리크
- 제프 매쉬 - 건설 노동자

## 수상
- 2013년 제39회 새턴 어워즈 후보 최우수 신인배우, 프로덕션디자인상